# وليام جيه دوان
وليام جيه دوان (بالإنجليزية: William J. Duane)‏ (و. 1780 – 1865 م) هو محامي أمريكي من بنسيلفانيا وهو أيرلندي المولد. تولى منصب وزير الخزانة الأمريكي في عام 1833.
وهو عضو في الحزب الجمهوري الديمقراطي.
أدى رفضه سحب الودائع الاتحادية من البنك الثاني للولايات المتحدة إلى فصله من قبل الرئيس أندرو جاكسون. توفي في فيلادلفيا، بنسيلفانيا .

## روابط خارجية
- وليام جيه دوان على موقع إن إن دي بي (الإنجليزية)